# Chorebus knautiae
Chorebus knautiae är en stekelart som beskrevs av Griffiths 1967. Chorebus knautiae ingår i släktet Chorebus och familjen bracksteklar. Inga underarter finns listade i Catalogue of Life.